# Коренев, Владимир Борисович
Влади́мир Бори́сович Ко́ренев (20 июня 1940, Севастополь, СССР — 2 января 2021, Москва, Россия) — советский и российский актёр театра и кино, педагог. народный артист РФ (1998).

## Биография
Родился 20 июня 1940 года в Севастополе в семье будущего контр-адмирала Бориса Леонидовича Коренева (1913—1965).
Детство Владимира Коренева прошло в Измаиле, позже семья переехала в Таллин, где у него проявился интерес к литературе и театру. Одноклассница Лариса Лужина привела Владимира в драмкружок, которым руководил актёр Русского драматического театра Иван Данилович Россомахин. В кружке также занимались будущие актёры Виталий Коняев, Игорь Ясулович и Лилиан Малкина. Спектакли, поставленные под руководством Ивана Даниловича, показывали не только на школьной, но и на профессиональной сцене. После окончания школы Владимир Коренев избрал профессию актёра и в 1957 году поступил в ГИТИС в мастерскую народного артиста РСФСР Григория Конского и народной артистки СССР Ольги Андровской, учеников Станиславского и Немировича-Данченко.
Он учился на последнем курсе, когда из Ленинграда в Москву приехал ассистент по актёрам подыскивать исполнителя на главную роль в фильме «Человек-амфибия» (режиссёру Владимиру Чеботарёву на роль Ихтиандра нужен был артист, которого никто бы не знал). После выхода фильма (который стал лидером советского кинопроката 1962 года) Владимир Коренев стал знаменит как «Человек-амфибия», став секс-символом страны.
В 1961 году пришёл в труппу Московского драматического театра имени К. С. Станиславского (ныне — Электротеатр Станиславский), куда его пригласил Михаил Яншин, руководивший театром в то время. С тех пор Владимир Коренев был ведущим артистом труппы.
До 2015 года — профессор, художественный руководитель факультета театрального искусства Института гуманитарного образования и информационных технологий. После окончания 2014—2015 учебного года факультет расформирован ввиду отсутствия прибыли.

### Смерть
Владимир Борисович Коренев скончался 2 января 2021 года на 81-м году жизни в Москве от коронавируса. Прощание с Владимиром Борисовичем прошло 5 января 2021 года в Москве в Электротеатре Станиславский. Похоронили актёра в тот же день рядом с родителями на Введенском кладбище (участок № 1). 20 июня 2022 года, в день рождения актёра, на его могиле открыт надгробный памятник.

## Семья
- Жена (1961—2021) — Алефтина Константинова, заслуженная артистка РФ (1999), актриса Электротеатра Станиславский.
  - Дочь — Ирина Коренева, актриса[14] Электротеатра Станиславский[15].
    - Внук — Егор, выпускник Высшей школы экономики.
      - правнучка — Мария[16].

## Роли в театре
- «Прощание в июне», режиссёр Александр Товстоногов
- «Сирано де Бержерак», режиссёр Борис Морозов
- «Мужской род, единственное число», режиссёр Семён Спивак
- «Авария», режиссёр Александр Галибин
- «Стакан воды», режиссёр Сергей Алдонин
- «Куба — любовь моя», режиссёр Татьяна Ахрамкова
- «Хлестаков», режиссёр Владимир Мирзоев
- «Собачье сердце», режиссёр Александр Товстоногов
- «Синяя птица», режиссёр Борис Юхананов
- «Перед заходом солнца», режиссёр Владимир Космачевский
- «Пиноккио», режиссёр Борис Юхананов

## Фильмография
| Год  |   | Название                                   | Роль                                                                   |
| ---- | - | ------------------------------------------ | ---------------------------------------------------------------------- |
| 1958 | ф | Жизнь прошла мимо                          | эпизод                                                                 |
| 1961 | ф | Человек-амфибия                            | Ихтиандр                                                               |
| 1963 | ф | Конец и начало                             | эпизод                                                                 |
| 1965 | ф | Свет далёкой звезды                        | Виктор, племянник                                                      |
| 1965 | ф | Дети Дон Кихота                            | Виктор Бондаренко, старший сын, художник                               |
| 1965 | ф | Как вас теперь называть?                   | адъютант Кольвица                                                      |
| 1968 | ф | Сыны Отечества                             | Марк Гельц                                                             |
| 1971 | ф | Освобождение                               | Степан Андреевич Неустроев, капитан                                    |
| 1973 | ф | Много шума из ничего                       | Хуан                                                                   |
| 1975 | ф | Победитель                                 | Валентин Андреевич Кареев                                              |
| 1976 | ф | Псевдоним: Лукач                           | Имя персонажа не указано                                               |
| 1976 | ф | Рудин                                      | Константин Диомидыч Пандалевский                                       |
| 1980 | ф | Я — актриса                                | Н.П. Рощин-Инсаров, актёр Александринского театра                      |
| 1988 | ф | Дорога в ад                                | Борис Левицкий                                                         |
| 1988 | ф | Криминальный талант                        | Сергей Сергеевич Курикин, директор овощной базы № 6                    |
| 1990 | ф | Неизвестные страницы из жизни разведчика   | Вилли Валецки                                                          |
| 1990 | ф | Динозавры XX века                          | Сёмин                                                                  |
| 1991 | ф | Яр                                         | Имя персонажа не указано                                               |
| 1991 | ф | Оружие Зевса                               | Томас Бак                                                              |
| 1991 | ф | Встретимся на Таити                        | таксист                                                                |
| 1992 | ф | Выстрел в гробу (Украина)                  | генерал Коньячков                                                      |
| 1993 | ф | Бравые парни (Украина)                     | Гена                                                                   |
| 2003 | ф | Северный сфинкс                            | князь Голицын                                                          |
| 2003 | с | Убойная сила-5, эпизод 9 «Аномальная зона» | Печерский                                                              |
| 2004 | с | Дети Арбата                                | отец Юры Шарока                                                        |
| 2004 | ф | Дорогая Маша Березина                      | Алексей Геннадьевич                                                    |
| 2004 | с | Слепой                                     | Фёдор Филиппович Потапчук, генерал-майор ФСБ                           |
| 2005 | с | Сыщики районного масштаба                  | Никонов                                                                |
| 2006 | ф | Нежный барс                                | отец Дениса                                                            |
| 2006 | ф | Последняя исповедь                         | немецкий генерал                                                       |
| 2006 | ф | Туда, где живёт счастье                    | Неверов                                                                |
| 2008 | ф | Дар Божий                                  | Натаныч                                                                |
| 2008 | ф | Два цвета страсти                          | Дмитрий Александрович                                                  |
| 2008 | с | Общая терапия                              | Григорий Пикарский, известный артист, отец Романа                      |
| 2008 | с | Срочно в номер 2 («Бомба для бизнесмена»)  | Имя персонажа не указано                                               |
| 2008 | ф | Тайны дворцовых переворотов                | Василий Лукич Долгорукий                                               |
| 2008 | ф | Десантный батя                             | Андрей Антонович Гречко, министр обороны СССР, Маршал Советского Союза |
| 2009 | с | Пуля-дура 2                                | канадский владелец московских ювелирных салонов                        |
| 2009 | ф | Однажды будет любовь                       | отец Вики                                                              |
| 2010 | с | В лесах и на горах                         | Марк Данилович Смолокуров                                              |
| 2012 | ф | Метод Лавровой                             | Владимир Андреевич Асеев                                               |
| 2012 | с | Предчувствие                               | Олег Иванович Самойлов                                                 |
| 2013 | с | Отель «Президент»                          | Феликс Макарович Наговицын                                             |
| 2014 | ф | Если ты не со мной                         | Георгий Золотаревский                                                  |
| 2014 | ф | Алхимик. Эликсир Фауста                    | Александр Андреевич Невельский, алхимик (в 1916 году)                  |
| 2014 | с | Трюкач                                     | Имя персонажа не указано                                               |
| 2014 | с | Дом спящих красавиц                        | Глеб Яковлевич                                                         |
| 2015 | ф | Орлова и Александров                       | Владимир Иванович Немирович-Данченко                                   |

## Звания и награды
- Заслуженный артист РСФСР (19.04.1988)
- Народный артист Российской Федерации (31.08.1998)